# Pseudidiochlora
Pseudidiochlora là một chi bướm đêm thuộc họ Geometridae.